# Voices (álbum de Hall & Oates)
Voices es el noveno álbum de estudio de Hall & Oates, fue lanzado el 29 de julio de 1980 y alcanzó el #17 en el Billboard 200 quedándose en dicha lista durante 100 semanas, convirtiéndolo en el álbum del dúo con más semanas en las listas, también alcanzó el #19 en Australia y fue certificado platino por la RIAA.
La canción "I Can't Go For That (No Can Do)" iba a estar incluida en este álbum pero Daryl Hall no había terminado de escribirla por lo que se la incluyó en su siguiente álbum, Private Eyes.
De este álbum se lanzaron cuatro sencillos:How Does It Feel to Be Back (#30 en Estados Unidos), You've Lost That Lovin' Feelin' (#12 en el Hot 100, #4 en la lista CHR/Pop Airplay de Radio & Records), Kiss on My List (#1 en el Billboard Hot 100, #1 Radio & Records CHR/Pop Airplay) y You Make My Dreams (#5 en el Hot 100, #4 Radio & Records CHR/Pop Airplay)
En 2005 el álbum se volvió a lanzar en Japón en CD incluyendo dos remixes que previamente fueron lanzados en la compilación 12Inch Collection.
En el 2020 el álbum fue incluido en la lista de los 80 mejores álbumes de 1980, de la revista Rolling Stone, ocupando el puesto 80.

## Lista de canciones
1. How Does It Feel to Be Back - 4:35
2. Big Kids - 3:40
3. United State - 3:08
4. Hard to Be in Love with You - 3:38
5. Kiss on My List - 4:25
6. Gotta Lotta Nerve (Perfect Perfect) - 3:37
7. You've Lost That Lovin' Feelin' - 4:37
8. You Make My Dreams  - 3:11
9. Everytime You Go Away - 5:23
10. Africa - 3:39
11. Diddy Doo Wop (I Hear the Voices) - 3:43

Canciones extra en el relanzamiento japones
1. Kiss on My List (U.K Mix) - 5:41
2. Everytime You Go Away (Remix) - 5:06